# Glaniopsis gossei
Glaniopsis gossei är en fiskart som beskrevs av Roberts 1982. Glaniopsis gossei ingår i släktet Glaniopsis och familjen grönlingsfiskar. Inga underarter finns listade i Catalogue of Life.